# Traverhyphes yuqui
Traverhyphes yuqui je druh jepice z čeledi Leptohyphidae. Žije v neotropické oblasti v Jižní Americe. Poprvé tento druh popsal Carlos Molineri v roce 2004.